# Cantón de Blois-4
El cantón de Blois-4 era una división administrativa de Francia, situada en el departamento de Loir y Cher y la región de Centro-Valle de Loira. Fue creado para organizar administrativamente el territorio, aunque fue suprimido en 2015.

## Composición
El cantón estaba constituido por una fracción de la comuna que le daba su nombre:
- Blois (fracción)

## Supresión del cantón de Blois-4
El cantón de Blois-4 fue suprimido el 22 de marzo de 2015, conforme al Decreto nº 2014-213 de 21 de febrero de 2014. La fracción de la comuna que le daba su nombre se integró en los nuevos cantones de Blois-1, Blois-2 y Blois-3, como parte de una reestructuración cantonal.